# Danique Stein
Danique Stein, född 16 juli 1990 i Basel, är en professionell fotbollsspelare från Schweiz.
Hon började året 2000 vid FC Biersfelden, spelade mellan 2002 och 2004 för FC Pratteln, sedan fram till 2009 hos Concordia Basel, åren 2009 och 2010 hos FC Freiburg i Tyskland där hon gjorde 15 matcher i Bundesliga, nästa säsong hos Bad Neuenahr och säsongen 2011/2012 för FC Basel. Hon spelade mellan 2009 och 2014 i det schweiziska landslaget och gjorde ett mål.